# لنگو، بلژیوم
لنگو (به لاتین: Longeau) یک روستا در بلژیک است که در مسانسی واقع شده‌است. لنگو ۶۷۳ نفر جمعیت دارد.